# Chudíř
Chudíř település Csehországban, a Mladá Boleslav-i járásban. Chudíř Charvatce, Jabkenice, Loučeň és Smilovice településekkel határos. Lakosainak száma 232 fő (2024. január 1.).

## Népesség
A település lakosságának változását az alábbi diagram mutatja:
| Lakosok száma | 252  | 273  | 274  | 232  | 160  | 147  | 208  | 209  | 227  | 232  |
|               | 1869 | 1890 | 1921 | 1950 | 1980 | 2001 | 2017 | 2019 | 2022 | 2024 |